# 大规模并行
大规模并行（英語：Massively Parallel）是由多个由微处理器，局部存储器及网络接口电路构成的节点组成的并行计算体系；节点间以定制的高速网络互联。大规模并行处理机是一种异步的多指令流多数据流，因为它的程序有多个进程，它们分布在各个微处理器上，每个进程有自己独立的地址空间，进程之间以消息传递进行相互通信。

## 参阅
- 并行计算